# أليس كاندي
أليس كاندي (بالإنجليزية: Alice Candy)‏ هي مُدرسة ومؤرخة نيوزيلندية، ولدت في 9 يوليو 1888، وتوفيت في 18 مايو 1977.